# 테헤란 이맘 호메이니 국제공항
테헤란 이맘 호메이니 국제공항(영어: Tehran Imam Khomeini International Airport, 페르시아어: فرودگاه بین‌المللی امام خمینی)은 이란 테헤란주 레이군(페르시아어: شهرستان ری)에 위치한 공항으로, 수도인 테헤란 중심지로부터 남서쪽으로 약 40km 떨어져 있다. 테헤란 메흐라바드 공항의 국제선 노선을 이관받아 2004년 5월 8일에 국제선 전용으로 개항하였다. 공항의 이름은 1979년 이란 혁명을 주도했던 이맘 루홀라 호메이니에서 따왔다.
한때 이란 항공과 마한 항공이 대한민국에 취항한 적이 있었으나, 2010년 말에 운항이 중지됐다. 2016년 대한민국-이란 항공협정 후 대한항공은 화물기 취항을 시작으로 여객편을 추진할 예정이었으나, 이란의 카드, 달러화 사용금지 등 시장 여건이 미흡함에 따라 취항을 무기한 연기하기로 하였다.

## 운항 노선

### 국제선
| 항공사               | 목적지 |
| -------------------- | --- |
| 이란 항공            | 다마스쿠스, 두바이, 런던(히드로), 로마(레오나르도 다 빈치), 모스크바(셰레메티예보), 뭄바이, 밀라노(말펜사), 바그다드, 바쿠, 베이루트, 베이징(수도), 비엔나, 스톡홀름(알란다), 암스테르담, 앙카라, 예테보리, 이스탄불(아르나부코이), 카라치, 쿠알라룸푸르, 쾰른/본, 타슈켄트, 파리(오를리), 프랑크푸르트, 함부르크 |
| 마한 항공            | 광저우, 담맘, 델리, 두바이, 뒤셀도르프, 모스크바(브누코보), 뮌헨, 밀라노(말펜사), 방콕(수완나품), 베이루트, 베이징(수도), 상트페테르부르크, 상하이(푸둥), 선전, 스톡홀름(알란다), 아테네, 알마티, 앙카라, 에르빌, 예레반, 이스파타, 카불, 코펜하겐, 쿠알라룸푸르, 쿠웨이트 시티, 키이우, 파리(샤를 드 골) 계절 전세편: 고아, 나자프, 라르나카, 말레, 메데이나, 바르나, 부르가스, 부쿠레슈티, 소치, 안탈리아, 코냐, 콜롬보, 포트루이스 |
| 미라즈 항공          | 나자프, 바그다드, 앙카라, 이스탄불(아르나부코이), 이스탄불(사비하괵첸), 이스파타, 이즈미르, 쿠웨이트시티 계절편: 두바이, 바르나, 안탈리아, 코냐 |
| 이란 아슈맘 항공     | 두바이, 마자리샤리프, 슐레이마니아, 예레반, 이스탄불(아르나부코이), 이스탄불(사비하 괵첸), 카불 계절 전세편: 바르나, 이스파타, 이즈미르 |
| 이란에어 투어        | 계절편: 도하, 두바이, 아다나, 이스파타 |
| 아타 항공            | 트빌리시 |
| 자그로스 항공        | 바그다드, 이스파타, 이즈미르 |
| 카스피안 항공        | 나자프, 다마스쿠스, 두바이, 슐레이마니아, 이스파타 |
| 키시 항공            | 나자프 |
| 키슘 항공            | 나자프, 두바이, 라르나카, 바그다드, 바르나, 상트페테르부르크, 소치, 슐레이마니아, 이스탄불(아타튀르크), 이즈미르 계절 전세편: 라르나카, 바르나, 베오그라드, 부쿠레슈티, 상트페테르부르크, 소치, 이스파타, 코냐 |
| 타반 항공            | 나자프, 델리, 두샨베, 이스탄불(아타튀르크), 이즈미르 계절편: 아스트라칸, 키이우 |
| 중국남방항공         | 베이징(수도), 우루무치 |
| 타이 항공            | 방콕(수완나품) |
| 타이 에어아시아 X    | 방콕(돈므앙) |
| 에어아시아 X         | 쿠알라룸푸르 |
| 윙스 오브 레바논     | 계절 전세편: 베이루트 |
| 시리아 항공          | 다마스쿠스 |
| 참 윙스              | 계절편: 다마스쿠스 |
| 에미레이트 항공      | 두바이 |
| 에티하드 항공        | 아부다디 |
| 플라이 두바이        | 두바이 |
| 에어 아라비아        | 샤르자 |
| 캄에어               | 카불, 마자리샤리프 |
| 오만 항공            | 무스카트 |
| 이라크 항공          | 바그다드, 나자프 |
| 플라이 바그다드      | 바그다드, 나자프 |
| 카타르 항공          | 도하 |
| 쿠웨이트 항공        | 쿠웨이트 시티 |
| 아제르바이잔 항공    | 바쿠 |
| 에어 아스타나        | 알마티 |
| 타지크 에어          | 두샨베 |
| 노블 에어            | 계절 전세편: 튀니스, 모나스티르, 엔피다 |
| 영국항공             | 런던(히드로) |
| 에어 프랑스          | 파리(샤를 드 골) |
| KLM                  | 암스테르담 |
| 루프트한자           | 뮌헨, 프랑크푸르트 |
| 게르마니아 항공      | 베를린(쇠네펠트) |
| 오스트리아 항공      | 비엔나 |
| 에게 항공            | 아테네 |
| 알리탈리아 항공      | 로마(레오나르도 다 빈치) |
| 리미트리스 항공      | 계절 전세편: 두브로브니크 |
| 터키항공             | 이스탄불(아타튀르크), 이스탄불(사비하괵첸) |
| 아틀라스 글로벌 할공 | 이스탄불(아타튀르크), 이즈미르, 아다나 |
| 온누 항공            | 계절편: 아다나 |
| 코랜돈 항공          | 안탈리아, 이스탄불(사비하괵첸) |
| 테일윈드 항공        | 계절편: 아다나, 안탈리아 |
| 페가수스 항공        | 이스탄불(사비하괵첸) 계절편: 가지안테프, 아다나, 알라니아 |
| 프리버드 항공        | 계절편: 가지안테프, 부르사, 아다나, 알라니아, 이즈미르 |
| 아에로플로트         | 모스크바(셰레메티예보) |
| 벨라비아 항공        | 민스크 |
| 불가리안 에어 차터   | 계절 전세편: 바르나 |
| 우크라이나 국제항공  | 키이우 |
| UM 항공              | 키이우 |

### 화물 노선
| 항공사                 | 목적지                 |
| ---------------------- | ---------------------- |
| 카타르 항공 카고       | 도하, 홍콩(첵랍콕)     |
| 우즈베키스탄 항공 카고 | 나보이, 서울(인천)     |
| 루프트한자 카고        | 프랑크푸르트           |
| 터키항공 카고          | 이스탄불(아르나부코이) |

## 연계 교통

### 도로 교통
- 고속도로의 경우 5번 고속도로와 7번 고속도로가 연계되며 국도의 경우 65번 국도와 71번 국도가 연계되어 있다.

### 철도 교통
- 테헤란 메트로 3호선 노선으로 향후에 연계될 예정이다.